# Gaushala
Gaushala (Nepali गौशाला Gaushala) ist eine Stadt (Munizipalität) im östlichen Terai Nepals im Distrikt Mahottari.
Die Stadt entstand 2014 durch Zusammenlegung der Village Development Committees Gaushala, Nigauli und Ramnagar.
Die Fläche beträgt 46,12 km².

## Einwohner
Bei der Volkszählung 2011 hatten die VDCs, aus welchen die Stadt Gaushala entstand, 32.111 Einwohner (davon 15.901 männlich) in 5718 Haushalten.